# Чабанское (Крым)
Чаба́нское (до 1960-х Владимировка; укр. Чабанське, крымскотат. Çabanskoye, Чабанское) — исчезнувшее село в Раздольненском районе Республики Крым, примерно в 2,6 километрах западнее села Каштановка.

## История
Впервые в исторических документах селение, как Ново-Владимировка, встречается на карте Крыма 1926 года, при этом в Списке населённых пунктов Крымской АССР по Всесоюзной переписи 17 декабря 1926 года подобное не значится. Как Владимировка отмечено на двухкилометровке РККА 1942 года. С 25 июня 1946 года Владимировка в составе Крымской области РСФСР. 26 апреля 1954 года Крымская область была передана из состава РСФСР в состав УССР. Время включения в Берёзовский сельсовет пока не установлено: на 15 июня 1960 года село уже числилось в его составе. Указом Президиума Верховного Совета УССР «Об укрупнении сельских районов Крымской области», от 30 декабря 1962 года Раздольненский район был упразднён и село присоединили к Черноморскому. Видимо, тогда же, во избежание дублирования с Владимировкой Черноморского района, село переименовали в Чабанское (согласно справочнику «Крымская область. Административно-территориальное деление на 1 января 1968 года» — с 1954 по 1968 годы). Ликвидировано в период с 1968 года, когда ещё числился в составе совета, по 1977 год, когда уже записано среди упразднённых.